# يوكي مايدا
يوكي مايدا (باليابانية: 前田 ゆきえ) مواليد 14 أكتوبر 1973، هي مؤدية أصوات يابانية.

## الأعمال
- بي بليد
- المحقق كونان
- لاف هينا

## وصلات خارجية
- يوكي مايدا على موقع IMDb (الإنجليزية)
- يوكي مايدا على موقع ميوزك برينز (الإنجليزية)
- يوكي مايدا على موقع قاعدة بيانات الفيلم (الإنجليزية)
- يوكي مايدا على موقع ANN person (الإنجليزية)